# Conomma dentichelis
Conomma dentichelis is een hooiwagen uit de familie Pyramidopidae.